# Ocella
Ocella is een geslacht van vlinders van de familie dikkopjes (Hesperiidae), uit de onderfamilie Pyrginae.

## Soorten
- O. albata (Mabille, 1888)
- O. diophthalma (Plötz, 1884)
- O. monophthalma (Plötz, 1884)